# Christine Oppitz-Plörer

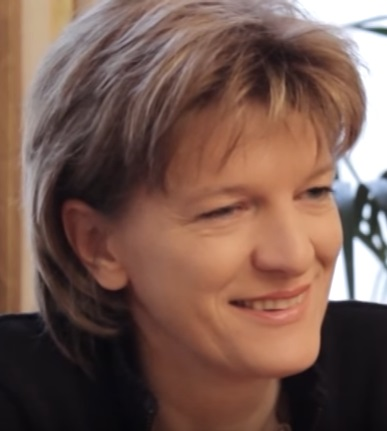
Christine Oppitz-Plörer (2012)

Christine Oppitz-Plörer (* 7. Juni 1968 in Innsbruck) ist eine österreichische Politikerin (Für Innsbruck). Von 2010 bis 2018 war sie Bürgermeisterin von Innsbruck, von 2018 bis Oktober 2019 war sie Vizebürgermeisterin. Von 11. Oktober 2019 bis 2024 war sie Stadträtin.

## Leben
1986 legte sie ihre Matura am Wirtschaftskundlichen Realgymnasium der Ursulinen ab und besuchte anschließend bis 1988 die Handelsakademie in Innsbruck. Sie studierte Volkswirtschaftslehre; ihr Studium beendete sie 1993. Bei der Tiroler Landeskrankenanstalten GmbH war sie von 1996 bis 2002 beschäftigt und besuchte gleichzeitig ab 1999 einen Ausbildungslehrgang, den sie 2002 als Diplomierte Krankenhausbetriebswirtin abschloss.
Oppitz-Plörer ist (Stand 2014 oder früher) Mitglied der katholischen studentischen Damenverbindung AV Aurora Innsbruck und der gemischten Studentenverbindung AV Claudiana Innsbruck.

## Politik
Christine Oppitz-Plörer wurde im Jahr 2000 in den Gemeinderat von Innsbruck gewählt. Im Juni 2009 wurde sie zur zweiten Vizebürgermeisterin gewählt. Am 8. März 2010 wurde sie als Nachfolgerin von Hilde Zach vom Gemeinderat zur Bürgermeisterin von Innsbruck gewählt.
Am 29. April 2012 wurde Oppitz-Plörer – diesmal direkt – wiedergewählt. Sie verlor mit ihrer liberal-konservativen Liste „Für Innsbruck“ bei den Gemeinderatswahlen am 15. April 2012 mehr als sechs Prozent, stimmenstärkste Partei wurde die ÖVP unter Christoph Platzgummer. Bei der erstmals durchgeführten Bürgermeister-Direktwahl lag Oppitz-Plörer mit 31 Prozentpunkten nur knapp vor Platzgummer, es war daher eine Stichwahl notwendig. Oppitz-Plörer ging nach dem ersten Wahlgang auf deutliche Distanz zur eindeutig Christoph Platzgummer unterstützenden Landes-ÖVP. Sie erklärte, sie habe sich mit den Grünen auf eine Koalition geeinigt. Eine Kooperation mit der FPÖ schloss sie im Gegensatz zu Platzgummer aus.
Nach dem Sieg in der Stichwahl schmiedete Oppitz-Plörer eine Koalition mit den Grünen und der SPÖ, die sich im Gemeinderat und im Stadtsenat auf eine Mehrheit stützen kann. Die Innsbrucker ÖVP wurde erstmals seit 1945 in die Opposition geschickt. Die großen Spannungen zwischen der Bürgermeisterin und der Landes-ÖVP führten dazu, dass Oppitz-Plörer der Sitz im Landesparteivorstand der ÖVP aberkannt und angekündigt wurde, dass die Für-Innsbruck-Mandatare nicht mehr Parteitagsdelegierte sein könnten. Der Parteiausschluss unterblieb vorerst, verlor aber Kraft Statut der Tiroler Volkspartei später automatisch die ÖVP-Mitgliedschaft
Aus Ärger über die Wiederkandidatur von Christoph Platzgummer gründete Oppitz-Plörer gemeinsam mit der ehemaligen Politikerin Anna Hosp und weiteren Proponenten (u. a. KO Lukas Krackl) 2013 eine neue Liste „Vorwärts Tirol“ auf Landesebene. In Folge kam es zu Querelen zwischen den Gründungsmitgliedern der neuen Liste, es kam später zur Abspaltung und Neugründung der Liste „Impuls-tirol“ und zu langen Rechtsstreitigkeiten wegen ungedeckter Wahlkampfkosten.
Bei der Gemeinderats- und Bürgermeisterwahl in Innsbruck 2018 trat Oppitz-Plörer erneut als Spitzenkandidatin ihrer Liste Für Innsbruck an. Die Partei wurde drittstärkste Kraft, nach den Grünen und der FPÖ. Oppitz-Plörer kam mit dem Kandidaten der Grünen, Georg Willi in eine Stichwahl, da keiner der beiden Kandidaten mehr als 50 Prozent der Stimmen bekam. Diese Stichwahl gewann Willi am 6. Mai 2018 ebenfalls und wurde somit Bürgermeister von Innsbruck.
In der Nacht vom 10. auf den 11. Oktober 2019 wurde sie als Vizebürgermeisterin (der Liste Für Innsbruck) vom Gemeinderat abgewählt, seitdem ist sie Stadträtin. Der Antrag zur Abberufung wurde von Rudi Federspiel (FPÖ) und der Liste Gerechtes Innsbruck (GI) eingebracht und in der Abstimmung von den Grünen, Gerechtes Innsbruck, FPÖ, ALI, NEOS und der Liste Fritz unterstützt. Kern der Auseinandersetzung ist die Kostensteigerung von 41 auf 66 Mio. € (noch ohne Endabrechnung) beim Bau der neuen Patscherkofelbahn, die im Dezember 2017 in Betrieb ging, und mangelnde Information darüber an den Stadtsenat bzw. Gemeinderat. Damit ist sie die erste Politikerin in der Geschichte der Tiroler Landeshauptstadt, die vom Volk als Bürgermeisterin abgewählt wurde und wenige Monate später auch vom Gemeinderat von ihrem Amt als Vizebürgermeisterin abgewählt wurde. Zu ihrer Nachfolgerin als Vizebürgermeisterin wurde im November 2019 Ursula Schwarzl gewählt.